# Kohfidisch
Kohfidisch (ungarisch Gyepűfüzes, kroatisch Gornji Fideš, Romani Fidescha) ist eine Marktgemeinde mit 1445 Einwohnern (Stand 1. Jänner 2024) im Burgenland im Bezirk Oberwart in Österreich.
Der ungarische Ortsname der Gemeinde weist auf die Bedeutung der Ortschaft im Rahmen des ungarischen Grenzschutzes Gyepű im Mittelalter hin. Kohfidisch ist eine von acht Naturparkgemeinden im Naturpark Weinidylle.

## Geografie
Die Gemeinde liegt im Südburgenland, jeweils rund zwanzig Kilometer von Oberwart, Güssing und Szombathely (Ungarn) entfernt. Beinahe sechzig Prozent der Fläche sind bewaldet, dreißig Prozent werden landwirtschaftlich genutzt.

### Gemeindegliederung
Das Gemeindegebiet umfasst folgende drei Ortschaften und gleichnamige Katastralgemeinden (in Klammern Einwohnerzahl Stand 1. Jänner 2024):
- Harmisch (140)
- Kirchfidisch (405)
- Kohfidisch (900)

### Nachbargemeinden
| Mischendorf     | Badersdorf                                  |                            |
| Güttenbach (GS) | Kompassrose, die auf Nachbargemeinden zeigt | Deutsch Schützen-Eisenberg |
|                 | Tobaj (GS)                                  |                            |

### Eingemeindungen
1971 wurden die Gemeinden Badersdorf, Harmisch und Kirchfidisch mit Kohfidisch zusammengelegt. 1993 wurde Badersdorf wieder selbstständig.

## Geschichte
Archäologische Funde belegen eine menschliche Bau- und Siedlungstätigkeit im unteren Pinkatal vor ca. 7.500 Jahren. Später, zur Zeit des Römischen Reiches war die Gegend Teil der Provinz Pannonia superior. Während der nächsten Jahrhunderte kam es durch Völkerwanderung und Kriegswirren zu einem regelmäßigen Herrschaftswechsel (siehe Geschichte des Burgenlandes), bis die Gegend schließlich um 900 Teil des Großfürstentums Ungarn wurde.
Der Ort gehörte wie das gesamte Burgenland bis 1920/21 zu Ungarn (Deutsch-Westungarn). Seit 1898 musste aufgrund der Magyarisierungspolitik der Regierung in Budapest der ungarische Ortsname Gyepűfüzes verwendet werden.
Nach Ende des Ersten Weltkrieges wurde nach zähen Verhandlungen Deutsch-Westungarn in den Verträgen von St. Germain und Trianon 1919 Österreich zugesprochen. Der Ort gehört seit 1921 zum neu gegründeten Bundesland Burgenland (siehe auch Geschichte des Burgenlandes).
Während des Zweiten Weltkriegs war Kohfidisch Schauplatz heftiger Kämpfe zwischen Verbänden der deutschen Wehrmacht und der Roten Armee. Am 6. April kam es sogar zu heftigen Nahkämpfen im Kohfidischer Schloss, nachdem es Einheiten der sowjetischen 26. Armee gelungen war, in den Ort einzubrechen. Die deutsche 1. Gebirgs-Division konnte den Angriff zurückschlagen und für einige Tage sogar den Csaterberg wieder in die Verteidigungslinie miteinbeziehen. Nach dem Rückzug der deutschen Einheiten in der Nacht vom 11. auf den 12. April in Richtung Lafnitztal wurde Kohfidisch letztendlich besetzt und Teil des sowjetischen Fronthinterlandes, während an der steirischen Grenze die Kämpfe bis zur deutschen Kapitulation weitergingen.
Marktgemeinde ist Kohfidisch seit 1982 (durch VO 81, 7/1982).

### Bevölkerungsentwicklung
Stark verändert hat sich im Laufe des 20. Jahrhunderts die ethnisch-sprachliche Situation des im 16. Jahrhundert von Kroaten neu bestifteten Ortsteils Harmisch (Vardeš). Die Volkszählungen 1900 und 1920 weisen noch eine kroatische Mehrheit von 63,5 % bzw. 62,4 % aus; 1934 wird noch eine relative Mehrheit von 49,3 % verzeichnet. Im Jahr 1951 taucht allerdings letztmals eine kroatische Minderheit in den Statistiken auf (1,5 %). Gemäß den Volkszählungen ab 1961 ist der kroatische Bevölkerungsanteil vollständig bzw. fast gänzlich assimiliert (2001: 0,7 %).

## Kultur und Sehenswürdigkeiten
- Schloss Kohfidisch
- Glockenturm mit Kapelle im Ort

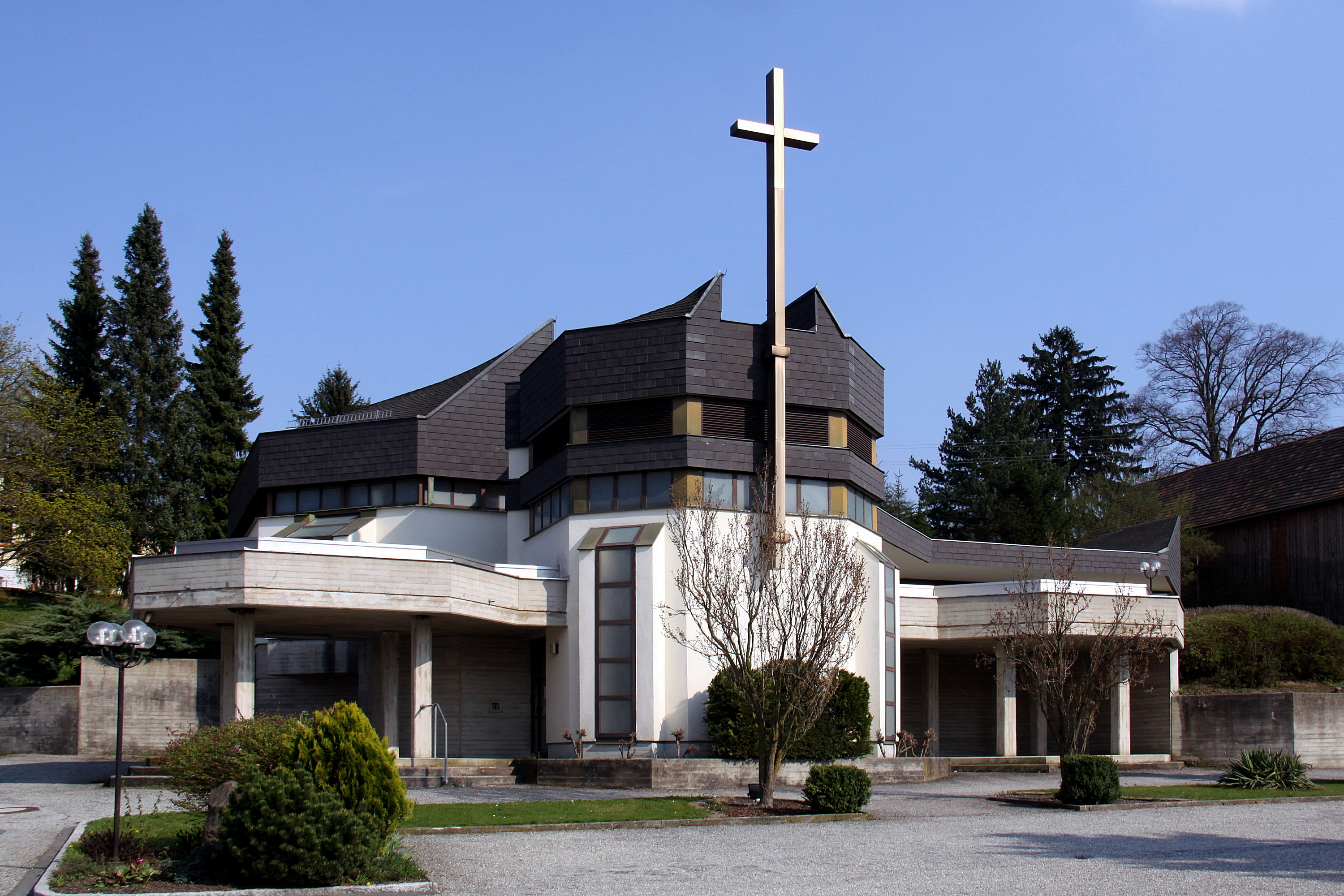
Die 1978 dem Heiligen Johannes Nepomuk geweihte Filialkirche Kohfidisch.

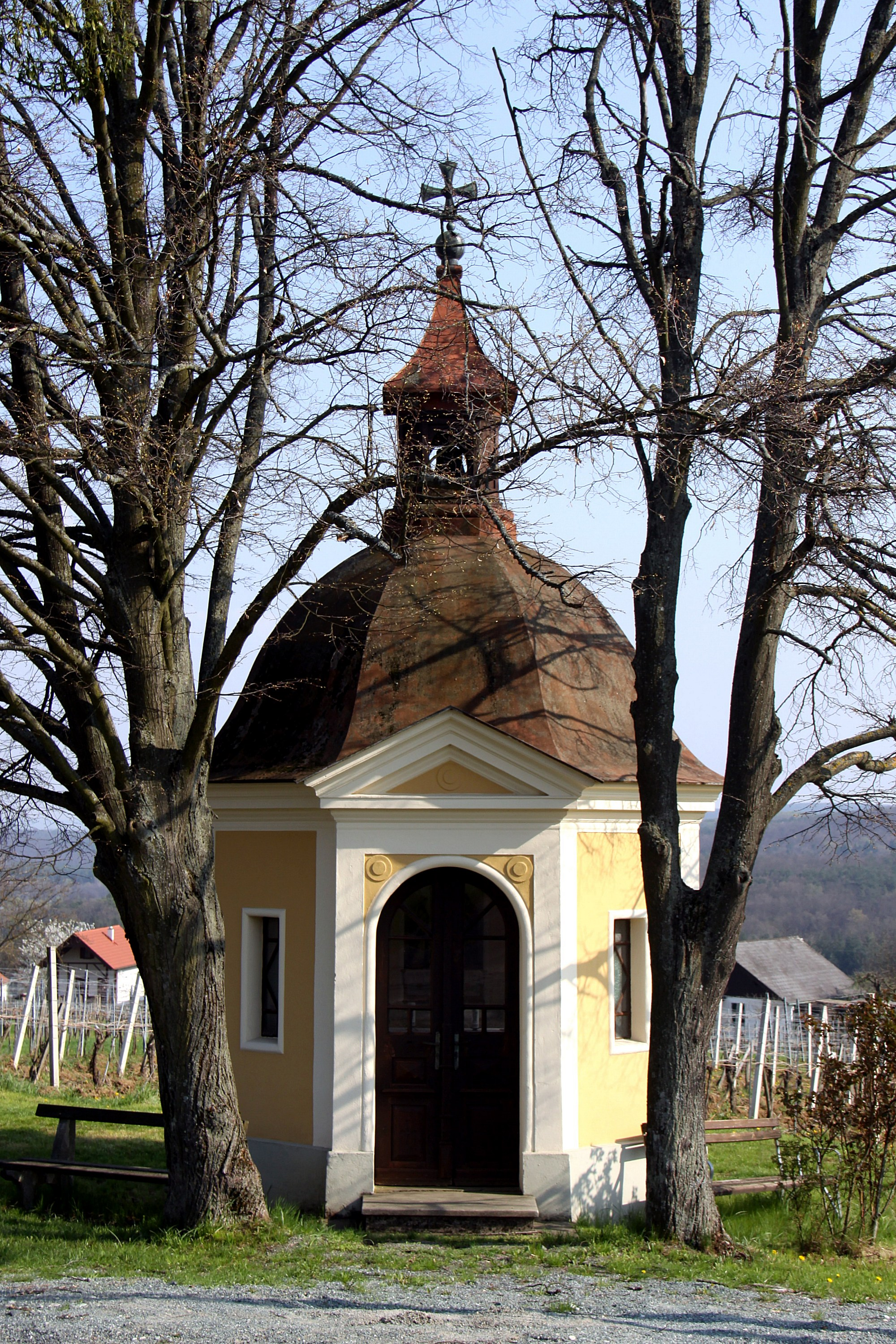
Dreifaltigkeitskapelle am Csaterberg

- Marienkapelle am Hoch-Csaterberg oberhalb der Weingärten mit Kellerhäuser
- Grabkapelle der Familie Erdődy im Fidischer Wald
- Verlobungskapelle am Klein-Csaterberg
- Römischer Meilenstein, am Csaterberg gefunden, nun bei der Schule situiert
- Filialkirche Kohfidisch (den Heiligen Johannes Nepomuk geweiht)

## Wirtschaft
Von den 43 landwirtschaftlichen Betrieben waren im Jahr 2010 elf Haupterwerbsbetriebe. Diese bewirtschafteten 84 Prozent der Flächen.
| Wirtschaftssektor            | Anzahl Betriebe | Anzahl Betriebe | Erwerbstätige | Erwerbstätige |
| Wirtschaftssektor            | 2011            | 2001            | 2011          | 2001          |
| ---------------------------- | --------------- | --------------- | ------------- | ------------- |
| Land- und Forstwirtschaft 1) | 43              | 74              | 22            | 21            |
| Produktion                   | 17              | 16              | 51            | 86            |
| Dienstleistung               | 60              | 47              | 171           | 169           |

1) Betriebe mit Fläche in den Jahren 2010 und 1999
Durch Kohfidisch führen der Burgenland Weitwanderweg sowie der Ostösterreichische Grenzlandweg.

## Politik

### Gemeinderat
Der Gemeinderat umfasst aufgrund der Anzahl der Wahlberechtigten insgesamt 19 Mitglieder.
| Partei          | 2022    | 2022    | 2022    | 2017    | 2017    | 2017    | 2012    | 2012    | 2012    | 2007    | 2007    | 2007    | 2002             | 2002             | 2002             | 1997             | 1997             | 1997             |
| Partei          | Sti.    | %       | M.      | Sti.    | %       | M.      | Sti.    | %       | M.      | Sti.    | %       | M.      | Sti.             | %                | M.               | Sti.             | %                | M.               |
| --------------- | ------- | ------- | ------- | ------- | ------- | ------- | ------- | ------- | ------- | ------- | ------- | ------- | ---------------- | ---------------- | ---------------- | ---------------- | ---------------- | ---------------- |
| ÖVPuL 1)        | 618     | 54,50   | 11      | 560     | 48,82   | 9       | 696     | 62,37   | 12      | 654     | 56,62   | 11      | 473              | 42,92            | 8                | 396              | 40,28            | 8                |
| SPÖ             | 464     | 40,92   | 8       | 512     | 44,64   | 9       | 354     | 31,72   | 6       | 478     | 41,39   | 8       | 629              | 57,08            | 11               | 587              | 59,72            | 11               |
| FPÖ             | 52      | 4,59    | 0       | 75      | 6,54    | 1       | 66      | 5,91    | 1       | 23      | 1,99    | 0       | nicht kandidiert | nicht kandidiert | nicht kandidiert | nicht kandidiert | nicht kandidiert | nicht kandidiert |
| Wahlberechtigte | 1476    | 1476    | 1476    | 1462    | 1462    | 1462    | 1439    | 1439    | 1439    | 1417    | 1417    | 1417    | 1336             | 1336             | 1336             | 1257             | 1257             | 1257             |
| Wahlbeteiligung | 83,94 % | 83,94 % | 83,94 % | 87,41 % | 87,41 % | 87,41 % | 85,41 % | 85,41 % | 85,41 % | 88,14 % | 88,14 % | 88,14 % | 89,97 %          | 89,97 %          | 89,97 %          | 89,58 %          | 89,58 %          | 89,58 %          |

1) Die Partei trat 2017 unter dem Namen „ÖVP('17)“ und davor als „ÖVP“ an.

### Gemeindevorstand

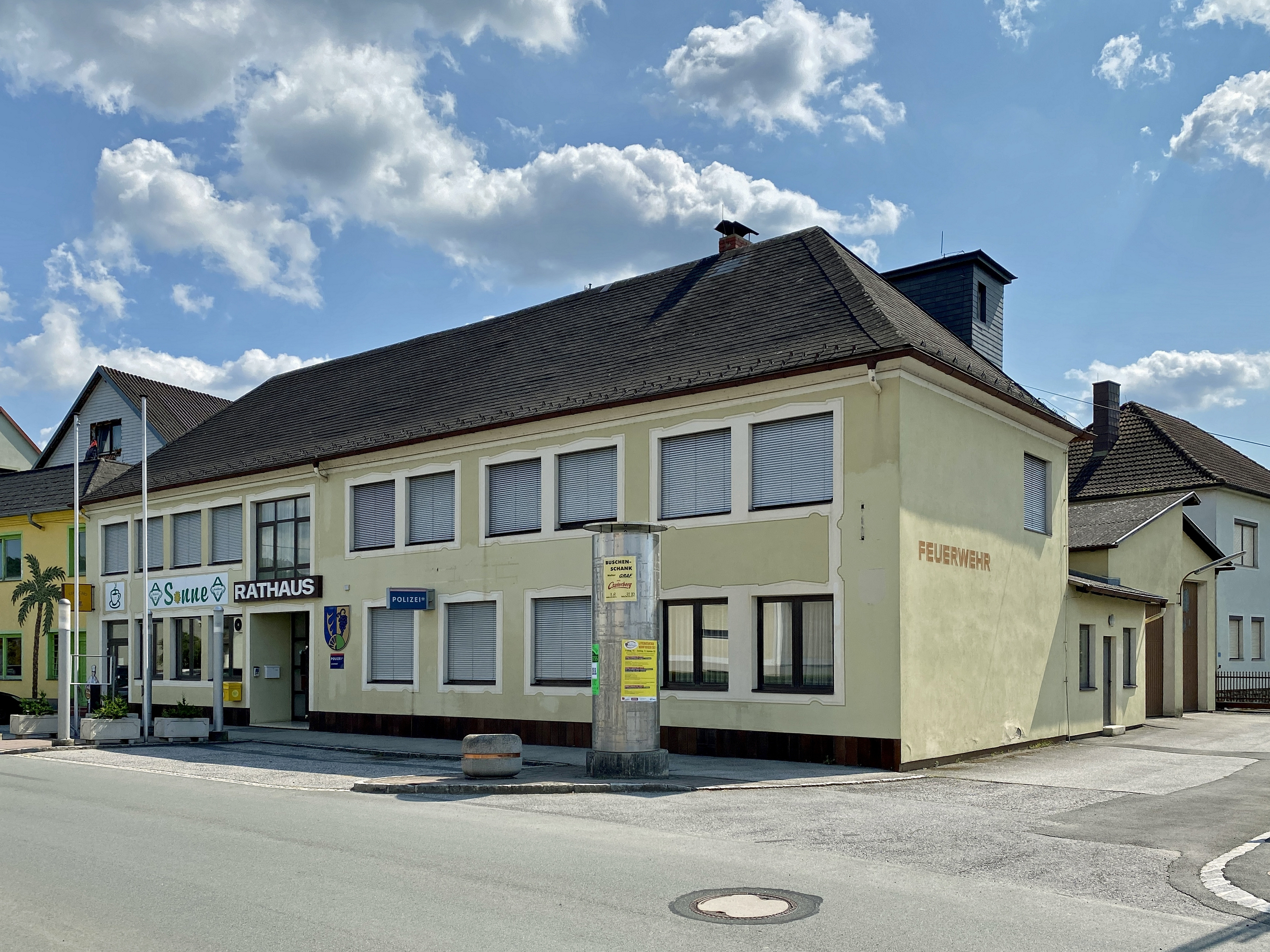
Gemeindeamt von Kohfidisch

Neben Bürgermeister Norbert Sulyok (ÖVPuL), 1. Vizebürgermeisterin Isabell Novosel (SPÖ) und 2. Vizebürgermeister Paul Toth (ÖVPuL) gehören weiters die geschäftsführenden Gemeinderäte Jochen Weiner (ÖVPuL) und Dietmar Knopf (SPÖ) dem Gemeindevorstand an.
Andreas Peter (ÖVPuL, für Harmisch), Arthur Pfeiffer (ÖVPuL, für Kohfidisch) und Jochen Weiner (ÖVPuL, für Kirchfidisch) wurden zu Ortsvorstehern ernannt.

### Bürgermeister
Bürgermeister ist Norbert Sulyok (ÖVPuL). Nach dem Rücktritt von Willibald Gabriel (SPÖ), der von März 1989 bis 10. März 2007 Bürgermeister war, wurde vorerst Johann Schuch (SPÖ) vom Gemeinderat zum Ortschef gewählt. Bei der Bürgermeisterdirektwahl am 7. Oktober 2007 erhielt Schuch 41,32 % und verlor damit gegen Sulyok, der 58,68 % für sich verbuchen konnte. Bei der Wahl am 7. Oktober 2012 erreichte Sulyok gegen zwei Mitbewerber 70,29 %. Bei der Bürgermeisterwahl am 1. Oktober 2017 gewann Sulyok mit 51,38 % gegen Willibald Gabriel (SPÖ, 43,01 %) und Martin Resner (FPÖ, 5,61 %). In der konstituierenden Sitzung des Gemeinderats wurde Gabriel zum Vizebürgermeister gewählt.
Leiter des Gemeindeamts ist Rainer Oswald.

### Wappen
|  | Das Gemeindewappen wurde am 9. Mai 1982 von der Burgenländischen Landesregierung verliehen. Blasonierung: „In dem von Blau und Gold gespaltenen Schild vorne aus einem Radviertel eine goldene Hirschstange wachsend, hinten aus einem grünen Bergviertel ein blauer Rebstock wachsend.“ |

## Persönlichkeiten

### Söhne und Töchter der Gemeinde
- Leopold Enzenberger (1883–1937), Landwirt und Politiker
- Gábor Hajnal (1912–1987), Schriftsteller und Übersetzer
- Alexius Battyan (1921–2011), General
- Franz Polzer (* 1929), Landesbeamter und Politiker
- Sidonia Gall, geborene Binder (* 1946), Pädagogin, Autorin und Verbandsfunktionärin